# Nice (Kalifornia)
Nice – jednostka osadnicza w Stanach Zjednoczonych, w stanie Kalifornia, w hrabstwie Lake.